# Anisodera rusticana
Anisodera rusticana es un coleóptero de la familia Chrysomelidae.
Fue descrita científicamente por primera vez en 1897 por Weise.